# Волынь (Новгородская область)
Волы́нь — деревня в Новгородском районе Новгородской области, входит в состав Савинского сельского поселения.
Расположена на правом берегу реки Вишера, в 10 км к северо-востоку от административного центра сельского поселения — деревни Савино. В 1,5 км к юго-западу от деревни проходит федеральная автомагистраль «Россия» М10. Ближайшие населённые пункты: деревни Лахново и Губарёво.
| 2010 |
| ---- |
| 52   |

Имеется прямое автобусное сообщение с областным центром — автобус № 149 и № 149а.
Рядом с деревней расположен детский оздоровительный лагерь «Волынь».
Недалеко от Волыни сохранились участки дубового леса — «Волынские дубравы», имеющие статус памятника природы регионального значения.